# Melodifestivalen 2001

Programledarna i Melodifestivalen 2001. Henrik Olsson och Josefine Sundström.

Melodifestivalen 2001 var den 41:a upplagan av musiktävlingen Melodifestivalen och samtidigt Sveriges uttagning till Eurovision Song Contest 2001.  
Finalen hölls på Malmö musikteater i Malmö den 23 februari 2001, där melodin Lyssna till ditt hjärta, framförd av gruppen Friends, vann genom att ha fått högst totalpoäng av jurygrupperna och tv-tittarna. För dittills sista året var det bara en enda finalkväll som avgjorde hela tävlingen, eftersom man året därpå införde ett Sverigeturneringskoncept med deltävlingar, uppsamlingsheat och final. Detta var också det sista året under 20-årsperioden där SVT:s nöjesredaktioner i Stockholm, Göteborg och Malmö turades om att stå värd för tävlingen. För tredje gången i festivalens historia hade man ingen orkester, utan musiken var förinspelad på band. Singback-reglen hade använts i den internationella finalen sedan 1999. Detta var till skillnad mot de tidigare två gångerna (1985 och 1986) ingen besparingsåtgärd utan en framtidsåtgärd. Eftersom Sverige stod värd för Eurovisionen föregående år var dock festivalen något budgetsanerad det här året, exempelvis att det var få artister som tävlat tidigare som återkom igen.
Lyssna till ditt hjärta fick sedan representera Sverige i ESC 2001 som arrangerades i Köpenhamn i Danmark den 12 maj 2001.

## Tävlingsupplägg[1]

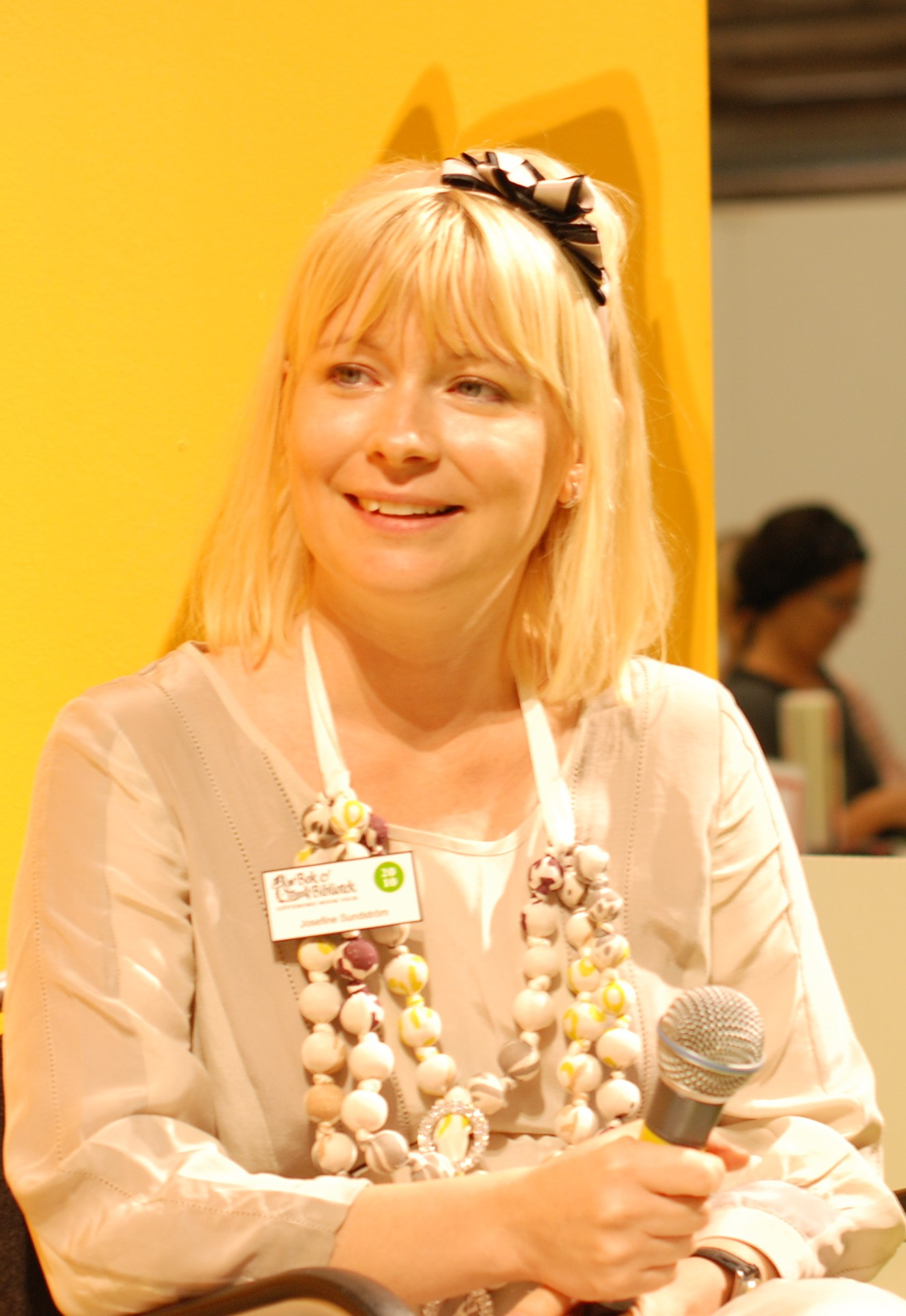
Josefine Sundström hade år 1999 deltagit i festivalen som tävlande. Det här året var hon istället programledare tillsammans med Henrik Olsson. Bild från 2010.

För tredje året i rad delades makten i finalen mellan elva jurydistrikt och telefonröster, och det var också totalt tio bidrag som fick tävla. Under hösten 2000 utlyste Sveriges Television en allmän inksickning av bidrag, vilket resulterade i totalt 1 567 inskickade bidrag, en ökning med 173 bidrag jämfört med året innan. Efter att bidragen skickats in gick de inte direkt till urvalsjuryn utan istället fick Svenska musikförläggarföreningen (SMFF) lyssna igenom samtliga låtar och rata bidrag från början, innan urvalsjuryn fick börja lyssna och bedöma. Av de inskickade bidragen tillkom 188 från musikförlag knutna till Svenska Musikförläggarföreningen. Efter SMFF:s genomgång gick endast 200 bidrag från den allmänna kategorin och de 188 från musikförlagen vidare till urvalsjuryn. Agneta Thigerström var projektledare och Pär Nordahl var bildproducent.
Det här var sista gången som Sveriges Television använde sig av enbart en finalkväll. Från och med året därpå och framåt har tävlingen utvecklats och blivit uppdelad i fyra deltävlingar, en Andra chansen (chans för tredje- och fjärdeplacerade i deltävlingarna att ta sig till finalen) och slutligen en final med totalt 32 tävlande bidrag. 
Liveorkestern hade inför årets upplaga avskaffats, och istället genomfördes bara sånginsatserna live, precis som tidigare, medan musiken nu istället låg förinspelad på band. Detta hade också skett inför festivalerna 1985 och 1986.

### Regelverk[3]
- Alla som senast hösten 2000 var svenska medborgare hade rätt att skicka in bidrag till tävlingen och rätt att deltaga i tävlingen. Undantaget gällde de som under perioden 7 november 2000 till 23 februari 2001 var anställda hos Sveriges Television. Icke-svenska medborgare fick således inte skicka in bidrag till tävlingen.
- Endast nyskrivna låtar som aldrig hade varit publicerade på något sätt tidigare fick skickas in till tävlingen.
- Bidragen fick inte överstiga tre minuter i längd, det fanns dock inget minimumkrav.
- Den/de artist/er som sjöng på respektive bidrags demo skulle, om Sveriges Television så ville, vara beredd att få framföra bidraget i tävlingen. Däremot hade demoartisten ingen direkt rätt att få tävla med låten (om Sveriges Television ville annat). Sveriges Television hade all beslutsrätt om huruvida artist skulle väljas samt hur numren skulle utformas på scenen.
- På demostadiet fick låten framföras på vilket språk som helst. Blev bidraget dock en av de tio tävlande skulle det översättas till svenska, då Sveriges Television ville att alla de tio melodierna i finalen skulle sjungas på svenska.
- Vid inskicket skulle följande ingå: bidraget utskrivet i noter, en inspelad ljudkassett/CD-skiva med bidragets musik samt sång samt ett igenklistrat kuvert innehållandes en lapp med namnet på bidragets upphovsmän.
- Alla bidrag skulle framföras utan orkester, således helt med förinspelad musik. På denna fick ingen sång (vare sig huvud- eller körsång) ingå.
- Högst sex personer per bidrag fick stå på scenen och dessutom var minimiåldern för att stå på scenen 16 år (någon gång under 2001). Ingen övre åldersgräns fanns.
- Den artist/grupp som skulle segra hade ingen direkt rätt att per automatik få representera Sverige vid Eurovision Song Contest. Regeln säger att Sveriges Television hade all rätt att byta artist vid fel artistval.
- Sveriges Television hade all rätt att när som helst diskvalificera bidrag.

### Återkommande artister
| Artist          | Tidigare år (med placering) (Melodifestivalen) | Tidigare år (med placering) (ESC) |
| --------------- | ---------------------------------------------- | --------------------------------- |
| Barbados        | 2000 (2:a)                                     | –                                 |
| Ellinor Franzén | 1996 (6:a)                                     | –                                 |
| Friends         | 2000 (2:a)                                     | –                                 |
| Jan Johansen    | 1995 (1:a)                                     | 1995 (3:a)                        |

### Övrigt
- Tre dansband tävlade i detta års festival: Barbados, Date och Friends. Vid prisutdelningen var det Jill Johnson som delade ut blommorna och diplomen, eftersom hon vann i den senaste gången när Melodifestivalen var i Malmö, nämligen år 1998.
- En samlingsskiva med alla tävlingsbidragen, samt några bonusspår släpptes efter festivalen. Skivan släpptes dock en och en halv månad efter festivalen, vilket berodde på dåvarande EBU-regler om att vinnarlåten inte fick finnas till salu eller spelas på radio under en buffertperiod. Kommande år skulle man dock bli snabbare med att ge ut samlingsskiva.
- Programledaren Josefine Sundström hade själv deltagit festivalen 1999, då som en del av gruppen Ai.

## Datum och händelser[3]
- I juni 2000 presenterade Sveriges Television Malmö reglerna för 2001 års festival.
- Senast den 6 november 2000 skulle bidragen till tävlingen vara inskickade. Bidrag som anlände senare än detta datum fick inte vara med i bedömningen.
- Den 27 november 2000 släpptes biljetterna till evenemanget.
- I december 2000 presenterades de tio tävlande bidragen.
- Den 15 januari 2001 presenterades artisterna till de tio bidragen.
- Den 23 februari 2001 ägde finalen rum.

## Finalkvällen
Finalen av festivalen 2001 direktsändes i SVT1 (och SR P4) den 23 februari 2001 kl. 20.00-22.00 från Malmö musikteater i Malmö. Programledare var Josefine Sundström och Henrik Olsson.
Likt 1999 års tävling spelades de tio finalbidragen upp i Sveriges Radio P4 kl. 14.00 samma dag som finalen hölls. Samtidigt som det skedde startade telefonröstningen. Det här året hade man förändrat röstningen så att man kunde telefonrösta på fler låtar än bara en låt per telefon. När direktsändningen startade framfördes sedan de tio bidragen live. Efter detta stängdes telefonslussarna och de elva regionala jurygrupperna började dela ut sina poäng. Efter att jurypoängen delats ut delades tittarnas poäng ut. Vinnaren blev det bidraget som fått högst totalpoäng efter jury- och telefonpoängen. Varje telefonröst skänkte en viss summa pengar till Radiohjälpen.
Juryn och tittarna hade vardera 50% makt att avgöra finalen. Likt tidigare år delade jurygrupperna ut poängen 1, 2, 4, 6, 8, 10 och 12 poäng. Därmed blev tre bidrag per jurygrupp poänglösa. Tittarnas poäng multiplicerades med elva (då det var elva jurygrupper) och delade därmed ut poängen 11, 22, 44, 66, 88, 110 och 132 poäng. 
Efter att juryn sagt sitt låg Friends på första plats, Sanna Nielsen på andra plats och Barbados på tredje plats. Efter att tittarnas röster avlagts hade resultattabellen bara förändrats marginellt: Friends vann medan Barbados och Sanna Nielsen bytte plats. För andra året i rad slutade Barbados på andra plats.

### Startlista
Nedan listas bidragen i startordningen.
| Nr | Artist           | Låt                     | Upphovsmän (Text & musik)                                        |
| -- | ---------------- | ----------------------- | ---------------------------------------------------------------- |
| 1  | Teresia          | Kom ner på jorden       | Rune Gardell (tm)                                                |
| 2  | Jan Johansen     | Ingenmansland           | Ingela 'Pling' Forsman (t), Bobby Ljunggren (m)                  |
| 3  | Date             | Om du förlåter mig      | Sofia Lagerström (t), Henrik Sethsson (m)                        |
| 4  | Rosanna          | Om du var här hos mig   | Mattias Reimer (tm), Lars Edvall (tm)                            |
| 5  | Barbados         | Allt som jag ser        | Marcos Ubeda (t), Ulf Georgsson (t), Lars 'Dille' Diedricson (m) |
| 6  | Sanna Nielsen    | I går, i dag            | Bert Månson (tm)                                                 |
| 7  | Annie Kratz-Gutå | Vända om                | Annie Kratz-Gutå (tm), Tony Malm (tm), Farhad Zand (m)           |
| 8  | Friends          | Lyssna till ditt hjärta | Thomas G:son (tm), Henrik Sethsson (tm)                          |
| 9  | Popson           | Jag känner dig          | Lars Benckert (tm), Petter Gunnarsson (m)                        |
| 10 | Ellinor          | Om du stannar här       | Tony Malm (tm), Ellinor Franzén (t)                              |

### Poäng och placering
| Nr | Låt                     | Luleå | Umeå | Sunds- vall | Falun | Stockholm | Karl- stad | Örebro | Norr- köping | Gbg | Växjö | Malmö | Jury- poäng | Telefon- röster | Telefon- poäng | Total- summa | Plac. |
| -- | ----------------------- | ----- | ---- | ----------- | ----- | --------- | ---------- | ------ | ------------ | --- | ----- | ----- | ----------- | --------------- | -------------- | ------------ | ----- |
| 1  | Kom ner på jorden       | 4     | -    | 1           | 1     | 2         | 4          | 1      | 4            | 6   | -     | 2     | 25          | 14 631          | -              | 25           | 8     |
| 2  | Ingenmansland           | 6     | 8    | 6           | 6     | 6         | 2          | 8      | 12           | 2   | 6     | 1     | 63          | 20 244          | 44             | 107          | 4     |
| 3  | Om du förlåter mig      | 2     | -    | 12          | 2     | 1         | 6          | 4      | -            | -   | 2     | 6     | 35          | 17 870          | 22             | 57           | 6     |
| 4  | Om du var här hos mig   | -     | -    | -           | -     | -         | -          | -      | -            | 1   | 1     | -     | 2           | 17 107          | 11             | 13           | 10    |
| 5  | Allt som jag ser        | 10    | 4    | 8           | 10    | 12        | 8          | 6      | 2            | 8   | 4     | 10    | 82          | 82 799          | 110            | 192          | 2     |
| 6  | I går, i dag            | 8     | 12   | 4           | 4     | 4         | 12         | 12     | 8            | -   | 12    | 8     | 84          | 64 903          | 88             | 172          | 3     |
| 7  | Vända om                | -     | 2    | -           | -     | 8         | 1          | 2      | -            | 12  | -     | 4     | 29          | 11 499          | -              | 29           | 7     |
| 8  | Lyssna till ditt hjärta | 12    | 10   | 10          | 12    | 10        | 10         | 10     | 1            | 10  | 8     | 12    | 105         | 96 380          | 132            | 237          | 1     |
| 9  | Jag känner dig          | 1     | 6    | -           | -     | -         | -          | -      | 6            | -   | 10    | -     | 23          | 7 559           | -              | 23           | 9     |
| 10 | Om du stannar här       | -     | 1    | 2           | 8     | -         | -          | -      | 10           | 4   | -     | -     | 25          | 24 416          | 66             | 91           | 5     |

- Telefonröster: 357 408 röster.
- Till Radiohjälpen: 3 037 968 kronor.
- Tittarsiffror: 3 839 000 tittare.[5]

### Juryuppläsare
- Luleå: Randi Gitz
- Umeå: Anita Färingö
- Sundsvall: Erik Nyberg
- Falun: Gustav Larson från Trafikmagasinet
- Stockholm: Ola Lindholm
- Karlstad: Therese Fjellman
- Örebro: Cecilia Beckmann
- Norrköping: Fredrik Ahl
- Göteborg: Angelica Skånberg
- Växjö: Magnus Bengtsson från Musikbyrån
- Malmö: Ulrika Midunger

## Pausunderhållning
Då liveorkestern avskaffats deltog kapellmästare Anders Berglund med en kort sånginsats. Popduon Roxette framförde sin då aktuella singel "The Centre of the Heart (Is a Suburb to the Brain)".

## Eurovision Song Contest

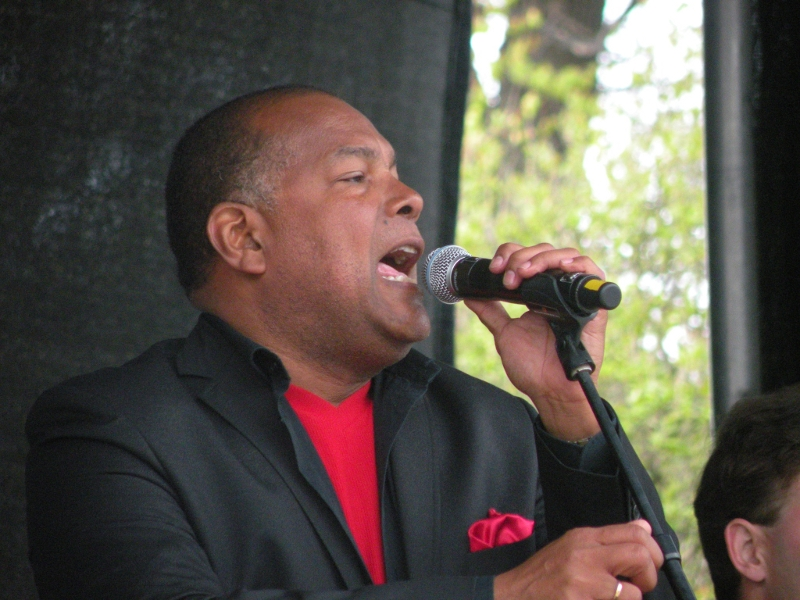
Dave Benton var en av de tävlande för Estland det här året som tog hem segern för Estland det här året. Bild från 2009.

Med Danmarks andra seger året före fick de stå värd det här året. Tävlingen förlades till fotbollsarenan Parken i huvudstaden Köpenhamn den 12 maj 2001. Eftersom Parken var en fotbollsarena kunde den också ta in betydligt fler personer än tidigare arenor. Totalt kunde hela 38 000 personer se evenemanget live, vilket blev en dittills största publikmängden för ett Eurovision Song Contest. Precis som de senaste åren i tävlingen använde de flesta länderna telefonröstning som sitt lands resultat. Undantaget var dock Kroatien och Malta (som använde kombinerad jury- och telefonröstning) samt Bosnien-Hercegovina, Grekland, Ryssland och Turkiet som använde juryröstning enbart.
EBU fortsatte med den så kallade landsspärren som innebar att de länder som placerat sig sämst året före (Belgien, Cypern, Finland, Makedonien, Rumänien, Schweiz och Österrike) fick avstå tävlan det här året. Detta möjjliggjorde att Bosnien och Hercegovina, Grekland, Litauen, Polen, Portugal och Slovenien, som fick avstå tävlan året före, kunde tävla det här året. Totalt kom tjugotre länder till start.
Sverige tävlade som nummer sju (av tjugotre länder) och slutade efter alla länders överläggningar på femte plats med 100 poäng. Estlands Tanel Padar, Dave Benton & 2XL fick det här året högst totalpoäng, hela 198 poäng, och blev därmed segrare. Värdlandet Danmark slutade på andra plats med 177 poäng, följt av Grekland på tredje plats med 147 poäng. Allra sist blev Norge och Island med tre poäng vardera. Själva omröstningen var mycket spännande då både Estland och Danmark under hela omröstningen växlade ledningen. Men när Danmark bara fick en sexa och Estland fick en tolva av Grekland, som röstade näst sist, gick Estland om och det stod då klart att de hade vunnit. Detta eftersom Danmark röstade som sista land det här året (och att de inte kunde ge några poäng till sig själva). 
Det kan noteras att det här året startade en vinstsvit i att länder som aldrig hade vunnit tävlingen förut vann. Detta pågick från det här året till år 2008. Två artister som tävlade det här året skulle senare under decenniet komma att återkomma till tävlingen igen. I den grekiska duon Antique deltog Helena Paparizou som kom att vinna för sitt hemland Grekland år 2005, medan den maltesiske deltagaren Fabrizio Faniello kom att återvända till tävlingen 2006, där han dock slutade sist i finalen. I denna final slutade han på nionde plats.

### Fotnoter
1. ↑  ”Melodifestivalen 2001”. Sveriges Television. Arkiverad från originalet den 18 juli 2012. https://archive.is/20120718013427/http://www.svt.se/melodifestivalen/ommelodifestivalen/melodifestivalen-2001. Läst 26 oktober 2012.
2. ↑  Bolander, Mattias (22 september 2010). ”Bidragsrekord för Melodifestivalen 2011”. Poplight. Arkiverad från originalet den 11 januari 2014. https://web.archive.org/web/20140111171023/http://poplight.zitiz.se/artikel/bidragsrekord-foer-melodifestivalen-2011. Läst 25 april 2012.
3. 1 2  ”Regler för Melodifestival i Malmö 2001”. Sveriges Television. juni 2000. Arkiverad från originalet den 9 juli 2001. https://web.archive.org/web/20010709124056/http://www.svt.se/malmo/melodifestival2001/. Läst 26 oktober 2012.
4. ↑  Abrahamsson, Lisa (23 februari 2001). ”Melodifestivalen - minut för minut”. Aftonbladet. http://www.aftonbladet.se/nojesbladet/article10198212.ab. Läst 25 april 2012.
5. ↑  Mediamätning i Skandinavien
6. ↑  Ohlson, Per-Ola (24 februari 2001). ””Marie är bäst på playback””. Aftonbladet. http://www.aftonbladet.se/nojesbladet/article10198363.ab. Läst 26 oktober 2012.